# Lourival dos Santos
Lourival dos Santos (Guaratinguetá, 11 de agosto de 1917 — Guarulhos, 19 de maio de 1997) foi um compositor brasileiro de música caipira.
Compôs cerca de 1300 canções, gravadas por várias duplas e cantores. Um de seus maiores parceiros foi Tião Carreiro.

## Biografia
Perdeu o pai aos 12 anos, e foi morar com o avô em Lorena, onde começou a se apresentar como repentista na folia de reis. Mudou-se para a capital do estado em 1933, e tornou-se empregado no comércio.
Lourival dos Santos nasceu na cidade de Guaratinguetá - SP, em 11 de agosto de 1917. Até 10 anos de idade teve uma vida estável, quando então perde o pai e vai morar com o avô. A partir daí a sua vida se tornou muito difícil.
Em 1932, com apenas quinze anos de idade, resolveu ir tentar a sorte na cidade de São Paulo. Logo que chegou conseguiu emprego em uma tecelagem, sendo que não se adaptou muito bem. Em seguida foi trabalhar em um empório como entregador. Nessa época já estava escrevendo versos e apaixonado pela música cabocla.
Casou-se com a irmã do conhecido escritor e teatrólogo Oduvaldo Viana, Dona Jandira, com a qual teve uma única filha, Izabel. O curioso é que conheceu sua esposa em virtude de um ligação telefônica cruzada e namoraram por dois meses.
Foi o principal compositor de Tião Carreiro e seus parceiros, e mantinha com ele uma bela amizade. Tião Carreiro era freqüentador assíduo de sua casa, onde sempre estavam ensaiando e preparando material para os discos.
Além de ter mais composições gravadas por Tião Carreiro e Pardinho, foi gravado por muitas outras duplas e é considerado um dos maiores compositores do cancioneiro sertanejo, no mesmo nível de Raul Torres, Teddy Vieira, José Fortuna, João Pacífico...
Lourival dos Santos faleceu em 19 de Maio de 1997, na Cidade de Guarulhos/SP.

## Carreira
Lourival dos Santos foi considerado o maior compositor do Brasil por algumas duplas. Homenagens musicais retratam essa dimensão, como na canção Tributo a Lourival - Cacique & Pajé onde sugere que o mesmo "não teve rival na poesia sertaneja". 
O sucesso de Lourival dos Santos pode ser associado com firmeza ao ritmo Pagode de viola, um dos gêneros mais duradouros no meio sertanejo, alguns mais famosos exemplos são: "Pagode em Brasilia" (feita em homenagem ao então presidente Juscelino Kubitschek), "Chora Viola" e "Faca que não corta". alem das centenas de outras canções. 
Sua primeira composição gravada foi Peão Mineiro, com a dupla Lambari e Laranjinha. A música de maior sucesso, composto em parceira com Tião Carreiro e Piraci, foi Rio de Lágrimas (Tambem conhecida como "Rio de Piracicaba"), nas vozes de Tião Carreiro e Pardinho.